# Team Criminele Inlichtingen
Een Team Criminele Inlichtingen (TCI) is een onderdeel van onder meer de regionale eenheden van de Nationale Politie en houdt zich bezig met het verzamelen van inlichtingen over strafbare feiten en verdachten. Deze diensten ontstonden vanaf de jaren 70 onder de naam Criminele Inlichtingendienst (CID) en heetten van 1993 tot 2013 Criminele Inlichtingeneenheden (CIE).
Daarnaast is er bij elke regionale eenheid van de politie een Team Openbare Orde Inlichtingen en ID-WIV. De ID-WIV is een operationeel onderdeel van de politie, maar werkt voor de Algemene Inlichtingen- en Veiligheidsdienst (AIVD).
Het Team Criminele Inlichtingen valt onder de Dienst Regionale Informatieorganisatie.

## Taken
De taak van een Team Criminele Inlichtingen is het verzamelen, registreren en analyseren van informatie over strafbare feiten en verdachten. Als enige politieonderdeel mogen zij daarbij gebruikmaken van informanten, te weten mensen die anoniem informatie aan de politie verstrekken. Informatie van het TCI heeft daarom in het strafproces geen bewijskracht maar kan wel bijdragen aan een verdenking op grond waarvan een opsporingsonderzoek gestart mag worden. De werkzaamheden van het TCI zijn aan strikte regels gebonden, onder andere vastgelegd in de Wet politiegegevens en de CIE-regeling.

## Organisatie
In Nederland is er een TCI bij elke regionale eenheid van de politie, alsmede bij:
- de Landelijke Eenheid (LE)
- de Koninklijke Marechaussee (KMar)
- de Rijksrecherche

Het eerste contact met een TCI verloopt via een speciaal telefoonnummer van het Team Nationale (Criminele en Openbare Orde) Inlichtingen (TNI), dat onderdeel is van de Dienst Landelijke Informatieorganisatie van de Landelijke Eenheid.
Bovendien is er een TCI bij de vier Bijzondere Opsporingsdiensten:
- de Nederlandse Arbeidsinspectie (NLA)
- de Inspectie Leefomgeving en Transport (ILT)
- de Nederlandse Voedsel- en Warenautoriteit (NVWA)
- de Fiscale Inlichtingen- en Opsporingsdienst - Economische Controledienst (FIOD)

## Geschiedenis

### Criminele Inlichtingendiensten (CID)
In Nederland ontstonden in de jaren 70 bij de recherche-afdelingen van enkele grotere korpsen van de gemeentepolitie en de Rijkspolitie de eerste Criminele Inlichtingendiensten (CID). Hiermee werd geprobeerd om meer inzicht te krijgen in de activiteiten van criminelen die in toenemende mate samenwerkten, mobieler en technisch beter uitgerust werden. De verkregen informatie moest ten goede komen aan de tactische recherche.
De taken en werkzaamheden van de CID's werden voor het eerst in 1986 vastgelegd in de CID-regeling, die tevens een privacyreglement omvatte met regels voor de omgang met de vergaarde 'criminele inlichtingen'. Naar aanleiding van deze regeling kwamen er CID's bij alle 148 gemeentelijke politiekorpsen, 17 districten van de Rijkspolitie, de Rijkspolitie te water en de Dienst Luchtvaart der Rijkspolitie. 23 van deze CID's fungeerden tevens als Regionale CID (RCID) en bij de Centrale Recherche Informatiedienst kwam een Landelijke CID (LCID).

### Criminele Inlichtingeneenheden (CIE)
Het onderscheid tussen de lokale CID's en de regionale RCID's verdween toen in 1993 de politie werd omgevormd tot 25 regiokorpsen en elk van deze korpsen een eigen Criminele Inlichtingendienst kreeg. Na de parlementaire enquêtecommissie opsporingsmethoden van 1995 werd hun naam gewijzigd in Criminele Inlichtingeneenheid (CIE).
Een in 2008 naar voren gekomen scriptie-onderzoek uit 2006 bracht aan het licht dat de samenwerking tussen de CIE bij de Nationale Recherche (CIE/NRI) en de AIVD werd gekenmerkt door wantrouwen. De AIVD werd er van beschuldigd dat zij te weinig informatie doorgaf, maar omgekeerd wel toegang tot het gehele informantenbestand van de CIE/NRI wilde. Nadien zou de samenwerking tussen beide diensten verbeterd zijn.

### Team Criminele Inlichtingen (TCI)
Later begonnen enkele regiokorpsen hun CIE met de RID en andere gerelateerde functies samen te voegen in een Dienst Regionale Informatieorganisatie (DRIO). Sinds de invoering van de Nationale Politie per 1 januari 2013 beschikt elk van de 10 regionale eenheden over een dergelijke DRIO, waar de CIE in is opgenomen als Team Criminele Inlichtingen (TCI).